# Patrick Clune
Patrick Clune (ur. 6 stycznia 1864 w Clare, zm. 24 maja 1935 w Aparecida de Goiânia) – ksiądz katolicki, zakonnik, biskup Perth w latach 1910–1913 i pierwszy katolicki arcybiskup tej diecezji w latach 1913–1935.

## Życiorys
Urodził się w Clare w zachodniej Irlandii. Ukończył Flannan's College w Ennis. W 1879 wstąpił do Wyższego Seminarium Duchownego Redemptorystów w Dublinie. Śluby zakonne złożył 13 września 1894. Tego samego dnia otrzymał także habit redemptorystowski.
Święcenia kapłańskie przyjął w 1886. Jako zakonnik wyjechał na misje do Australii, w której brakowało w tym okresie księży katolickich.
W 1910 decyzją papieża Benedykt XV został mianowany biskupem Perth. Sakrę biskupią otrzymał 17 marca tego samego roku. W 1913 z papieskiej nominacji został pierwszym arcybiskupem Perth.
W czasie I wojny światowej był kapelanem Pierwszej Kompanii Regularnej Armii Australii.
W grudniu 1920 rozmawiał z Davidem Lloyd'em George'em akcentując konieczność zaniechania konfliktu między Irlandią i Wielka Brytanią, w wyniku czego część Irlandii uzyskała niepodległość.
Odegrał istotną rolę w powstaniu katolickiej szkoły św. Tomasza z Akwinu w Perth, którą otwarto w 1930.
Clune słynął ze swoich patriotycznych homilii i wystąpień publicznych. Był wielkim orędownikiem pokoju (zwłaszcza na Wyspach Brytyjskich). Zmarł 24 maja 1935 i został pochowany na cmentarzu w Perth nieopodal siedziby arcybiskupstwa.